# Batea transversa
Batea transversa är en kräftdjursart som beskrevs av Robert Alan Shoemaker 1926. Batea transversa ingår i släktet Batea och familjen Bateidae. Inga underarter finns listade i Catalogue of Life.